# 5028 Halaesus
Az 5028 Halaesus (ideiglenes jelöléssel 1988 BY1) egy kisbolygó a Naprendszerben. Carolyn Shoemaker fedezte fel 1988. január 23-án.